# Braulio (cantante)
Braulio Antonio García Bautista, noto semplicemente come Braulio (Santa María de Guía de Gran Canaria, 1946), è un cantante spagnolo, famoso soprattutto negli anni settanta.
Ha rappresentato la Spagna all'Eurovision Song Contest 1976 con Sobran las palabras che si classificò al sedicesimo posto.
Ha vinto il Festival di Viña del Mar nel 1979 con A tu regreso a casa.